# Anno Domini

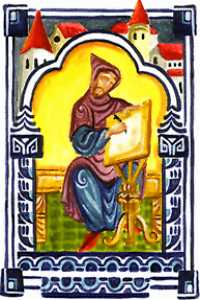
Dionisio el Exiguo inventó la era anno Domini para calcular la fecha de Pascua.

Después de Cristo, abreviado como d. C. (también d. de C.), y usado también como anno Domini, expresión latina que significa ‘en el año del Señor’, y se abrevia con la sigla A. D., es un indicador de calendario que señala que la cifra antecedente está contada a partir del año del nacimiento de Jesús de Nazaret (el año 1) considerado el inicio de la era cristiana. Así pues, 1492 A. D. y 1492 d. C. representan ambos el año en que Colón llegó a América, aunque en la actualidad se usa casi exclusivamente la denominación después de Cristo. Actualmente, la mayoría de las referencias no citan la abreviatura d. C., inscribiendo directamente solo el número de esta era.
Esta designación sirve para enumerar los años en el calendario juliano y el calendario gregoriano. La formulación latina original anno Domini nostri Iesu Christi fue simplificada posteriormente como anno Domini, siendo tal año determinado en el 525 por Dionisio el Exiguo en su Tabla de Pascuas, adoptándose por la Europa occidental durante el siglo VIII y en Oriente en el siglo XVI. Dionisio estableció el nacimiento de Jesús de Nazaret en el año 753 AUC, aunque este cálculo fue errado por ser posterior a la muerte de Herodes I el Grande (véase Fecha de nacimiento de Jesús).
Ahora bien, hasta el siglo XVI el inicio del año podía ser en distintos meses y fechas, según se tuvieran en cuenta unas u otras tradiciones y unos u otros hechos importantes en la vida de Jesús: el Año bizantino (el año empieza el 1 de septiembre), el Año de la Encarnación (el 25 de marzo), el Año de la Natividad (el 25 de diciembre), el Año de la Circuncisión (el 1 de enero), el Estilo Veneciano, etc.

## Popularización
El historiador anglosajón Beda el Venerable, que estaba familiarizado con la obra de Dionisio el Exiguo, utilizó anno Domini, datando su Historia ecclesiastica gentis Anglorum, terminada en 731. En esta misma historia también utilizó otro término latino, ante vero incarnationis dominicae tempus (‘el tiempo antes de la encarnación verdadera del Señor’), equivalente al «antes de Cristo», para identificar los años anteriores al primer año de esta era, estableciendo así la norma de no utilizar un año cero, a pesar de utilizar el cero en su cómputo. Tanto Dionisio como Beda consideraron anno Domini a partir de la encarnación de Jesús, pero la distinción entre la Encarnación y la Navidad no se elaboró hasta finales del siglo IX, cuando en algunos lugares el momento de la Encarnación fue identificado con la concepción de Cristo, es decir, la Anunciación del 25 de marzo.
En el continente europeo, el anno Domini fue introducido como la era elegida en el Renacimiento carolingio por Alcuino. Su respaldo por el emperador Carlomagno y sus sucesores popularizó su uso y se difundió por todo el Imperio carolingio. Según la Enciclopedia Católica, los papas continuaron fechando los documentos de acuerdo con los años de su reinado durante algún tiempo, pero el uso del anno Domini poco a poco se hizo cada vez más común en los países católicos de los siglos XI al XIV. Los países ortodoxos solo empezaron a adoptar el anno Domini en lugar del calendario bizantino en 1700, cuando Rusia lo hizo, mientras que otros lo adoptaron en los siglos xix y xx.
A pesar de que el uso de anno Domini estaba generalizado durante el siglo ix, el antes de Cristo (o su equivalente) no fue común hasta mucho más tarde. Beda utilizó la expresión anno igitur ante incarnationem Dominicam (antes de la Encarnación del Señor) dos veces. Un anno an xpi nativitate (en el año antes del nacimiento de Cristo) se encuentra en 1474 en una obra de un monje alemán. En 1627, el teólogo jesuita francés Denis Pétau (Dionysius Petavius en latín), con su obra De doctrina temporum, popularizó el uso ante Christum (latín para antes de Cristo) para marcar los años anteriores a anno Domini.

## Fecha aceptada
Esta numeración de años basada en la era cristiana es predominante en muchos lugares del mundo, así como en el uso comercial y científico. Ha sido el estándar global durante décadas, siendo reconocida por instituciones internacionales como la Organización de las Naciones Unidas y la Unión Postal Universal. Tal predominancia se debe a la influencia del cristianismo en el mundo occidental, así como por el hecho de que el calendario gregoriano ha sido considerado durante bastante tiempo como astronómicamente correcto.

## Uso en abreviatura
El uso tradicional del latín coloca la abreviatura A. D. antes del año; por ejemplo: A. D. 2007 (léase «anno Domini dos mil siete» y se traduce ‘en el año del Señor de 2007’). En el caso en castellano de d. C. (después de Cristo), la abreviatura se coloca tras el año; por ejemplo: 64 d. C. (léase «sesenta y cuatro después de Cristo»).
En la actualidad es común encontrar A. D. después del año; por ejemplo: 2007 A. D. (léase dos mil siete anno Domini y se traduce como 2007 en el año del Señor). También se suele agregar la abreviatura después de los números de siglo y milenio; por ejemplo: siglo IV A. D., a pesar de que en esos casos la traducción literal no es congruente: ‘siglo cuatro en el año del Señor’. Aunque la abreviación usual empleada por la Real Academia Española y otras enciclopedias es d. C., son válidas también d. de C. y d. de J. C. (después de Jesucristo).

## Otras denominaciones equivalentes
En español, como ya se ha comentado, en vez de anno Domini, se usa generalmente la expresión después de Cristo, abreviada como d. C.

### Era común
Para evitar la referencia al cristianismo, aun manteniendo la datación cristiana, fue introducida la expresión vulgaris era, que suele traducirse en español como era común, abreviada en «e. c.» o «E. C.».
Las siguientes expresiones son, por tanto, equivalentes:
2025 A. D., 2025 d. C., 2025 e. c., 2025 C. E., 2025 E. V.

### Anno Salutis
Anno Salutis, frecuentemente traducido del latín como en el año de gracia o en el año de la salvación, es una expresión equivalente a anno Domini, porque para el cristianismo el nacimiento de Jesús significó el inicio de la salvación.
Se trata de una expresión usada hasta el XVIII. Aparece a menudo en una forma más elaborada como Anno Nostrae Salutis (en el año de nuestra salvación, abreviado An. Nos. Sal.), Anno Salutis Humanae (en el año de la salvación de los hombres, abreviado An. Sal. Hum.) o Anno Reparatae Salutis (en el año de la salvación realizada, abreviado An. Rep. Sal.).